# Avión furtivo

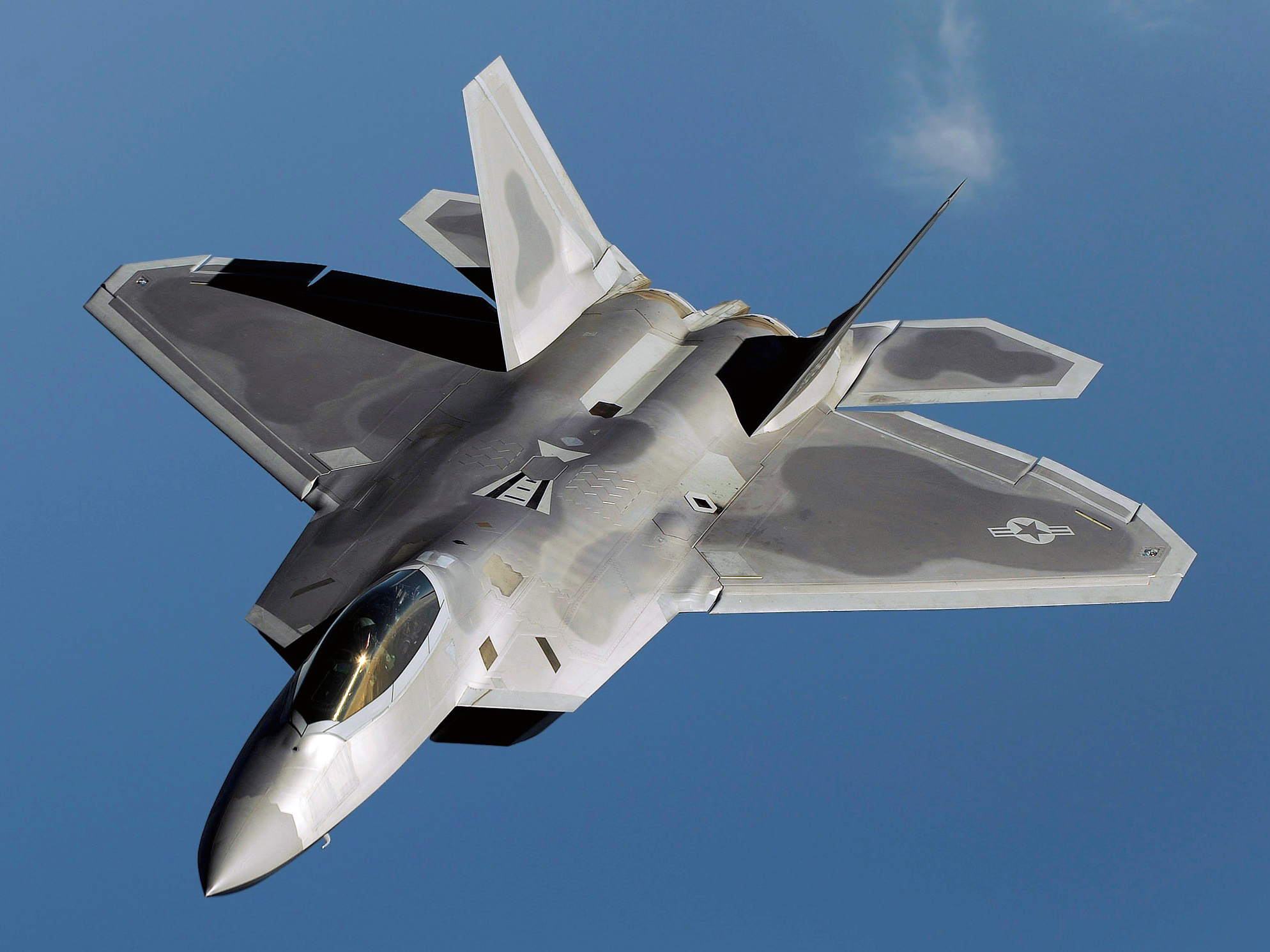
Caza furtivo F-22 Raptor

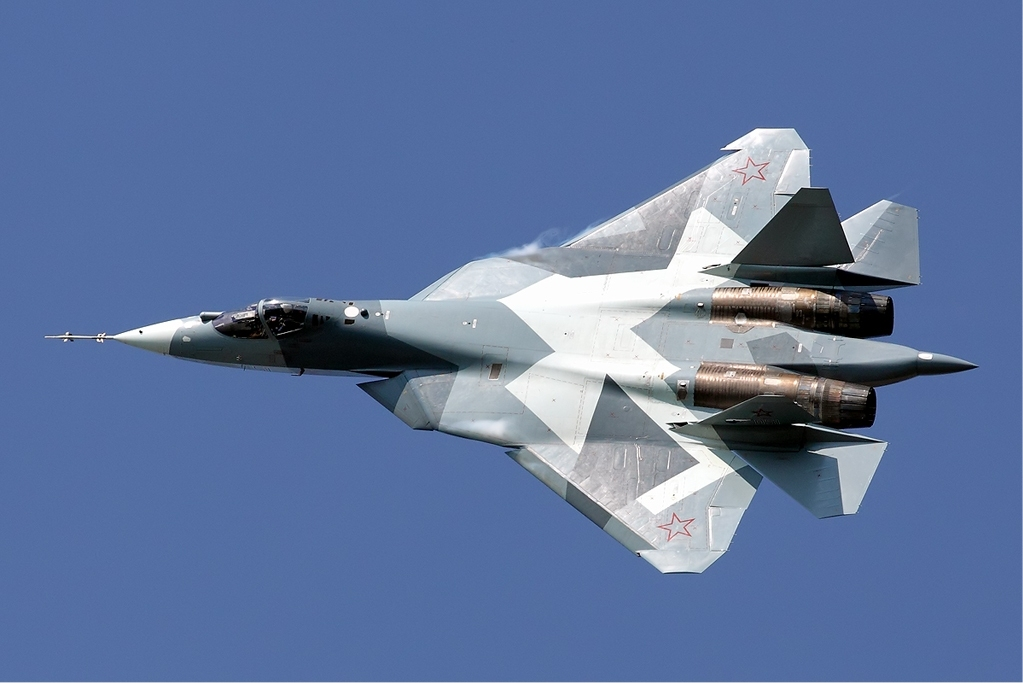
Caza furtivo Su-57

Un avión furtivo, también llamado avión indetectable por radar, avión invisible o avión stealth (del inglés stealth aircraft), es un avión que ha sido diseñado para absorber y desviar las radiaciones de los radares por medio de tecnologías furtivas. También es habitual que se denominen «invisibles», lo que no es muy correcto, ya que en parte estos aviones son perfectamente visibles y la «invisibilidad» es solo ante los radares, y por otra, existen otros aviones invisibles que sí buscan minimizar en lo posible su detección mediante medios visuales.
En general, la función de un avión furtivo es ejecutar su acción sin ser detectado por los sistemas del enemigo. Los aviones furtivos tuvieron una importante participación en la invasión estadounidense de Panamá en 1989 y la guerra del Golfo en 1991.

## Historia

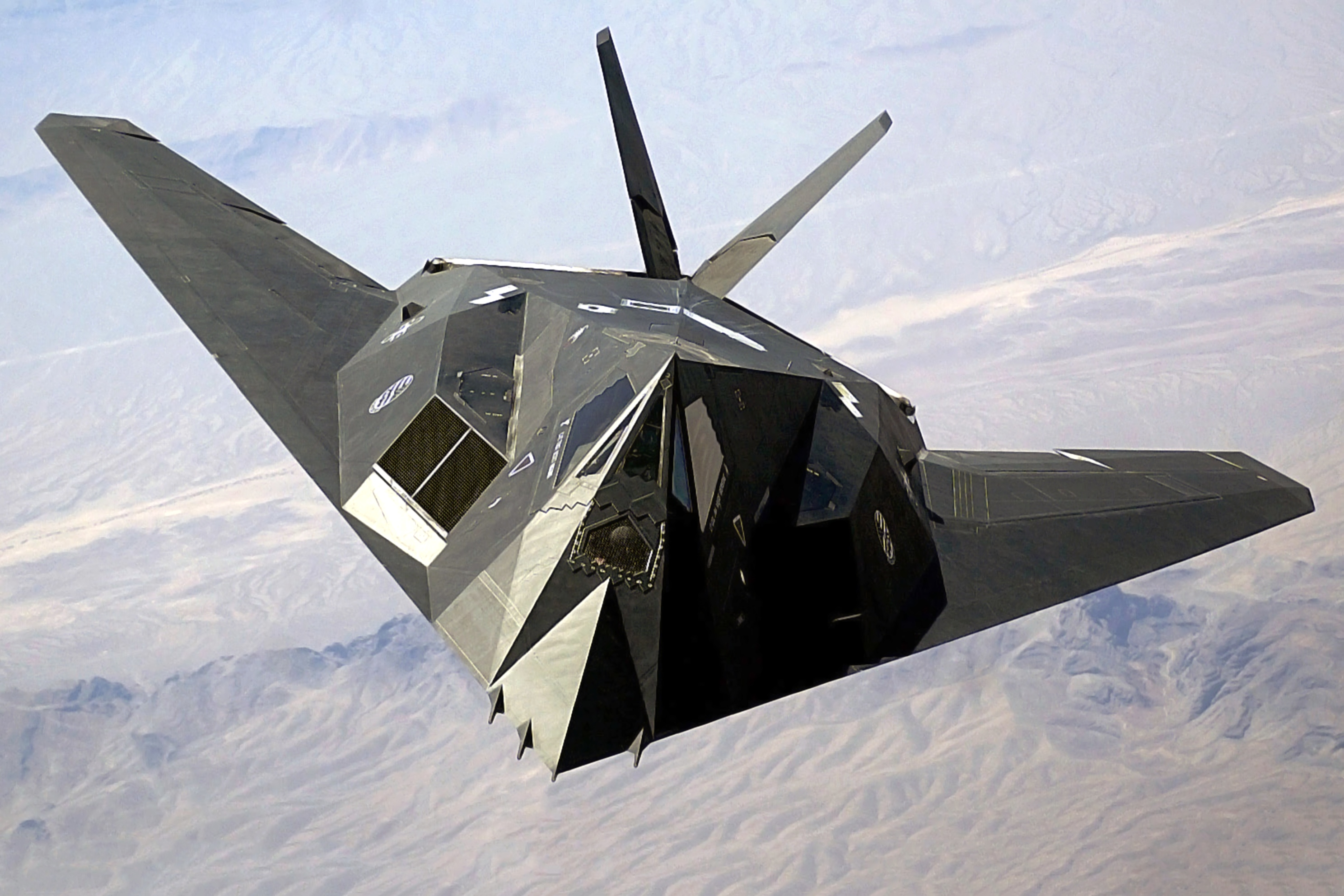
Avión de ataque furtivo F-117 Nighthawk

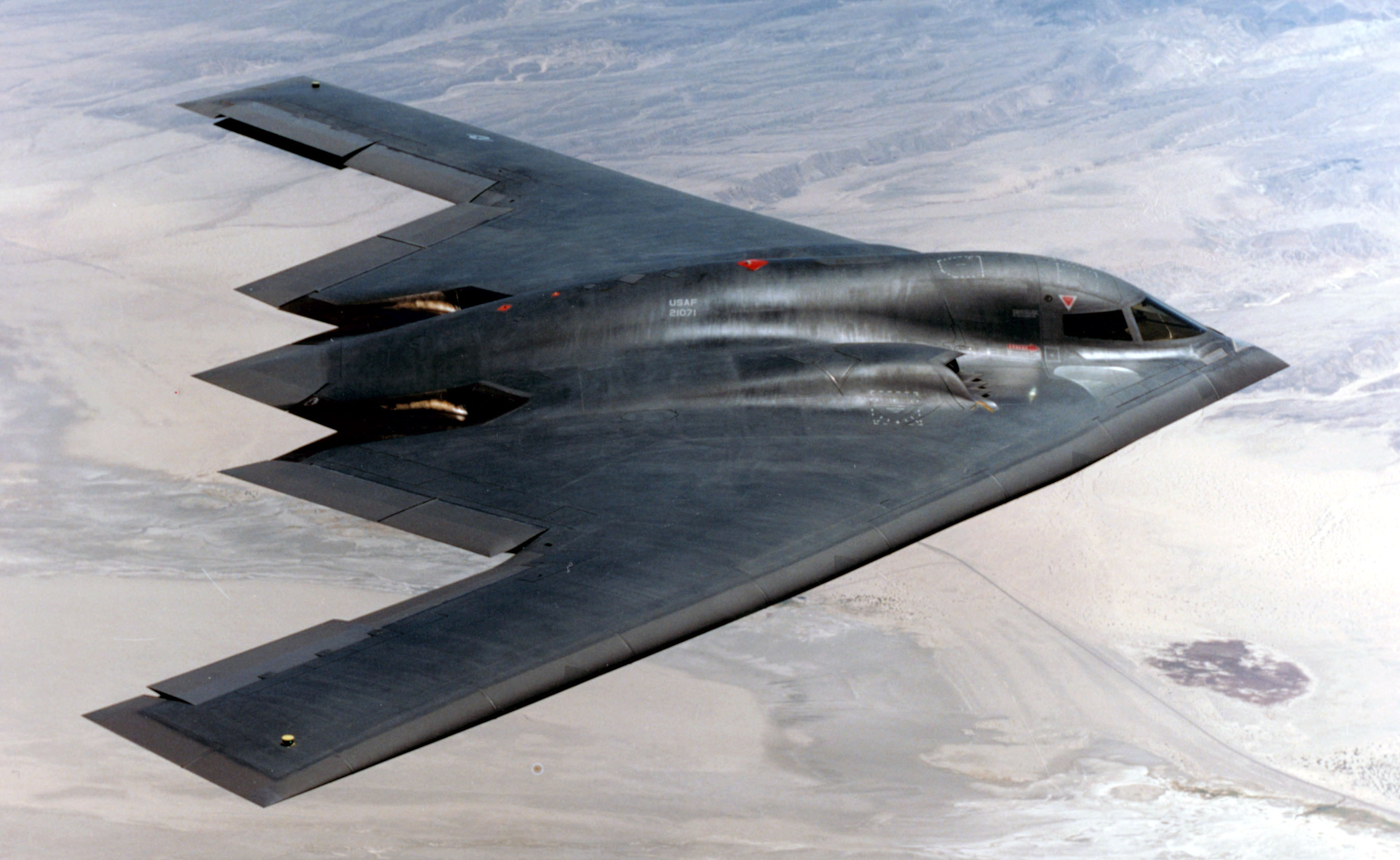
Bombardero furtivo B-2 Spirit

La primera generación de estos aviones incluye el F-117 Nighthawk y tendían a usar fuselajes con superficies angulosas para desviar las emisiones radar así como a usar materiales absorbentes de las ondas del radar (RAM). La segunda generación está representada por el B-2 Spirit. El diseño de estos aviones se ve muy beneficiado por los avances en los ordenadores capaces de modelar la respuesta de un avión a las radiaciones del radar así como mejorar la aerodinámica, siempre a costa de enormes concesiones de diseño que reducen sus prestaciones y potencialidad.
El 27 de marzo de 1999, el primer F-117 fue derribado a 30 km de Belgrado por el Ejército yugoslavo mediante la combinación de una buena táctica (coordinación de las defensas antiaéreas de todo el país al recibir confirmación de que no había cazas enemigos en el aire) y los medios apropiados (un sofisticado radar ruso de onda larga y un no menos antiguo misil antiaéreo S-200 de la misma nacionalidad). Fue el principio del fin. El arma que se había presentado como invencible mostró de repente todas sus vulnerabilidades.
En la actualidad, las aeronaves «estrictamente furtivas» se consideran obsoletas, en opinión de la propia Fuerza Aérea de los Estados Unidos. Los rápidos avances en teledetección y análisis digital de señales, han hecho que tanto las grandes potencias como los países intermedios, sean capaces de detectar y atacar a este tipo de aparatos a distancias cada vez mayores, con nuevos misiles. Por ello, las mencionadas concesiones de diseño ya no parecen ser adecuadas, y el concepto se haya convertido rápidamente en una idea obsoleta. En la actualidad, todos los países fabricantes de armamento incorporan tecnologías furtivas a sus productos para dificultar su detección y ataque (como en el F-22 Raptor), pero ya no se prevé la realización de aparatos «totalmente furtivos» como el F-117 o el B-2, que sí lo fueron en su época operativa.

## Aviones invisibles al radar
El avión invisible al radar es el producto de la combinación de varios factores antidetección y el aprovechamiento de una debilidad de los misiles AA/IR (Antiaéreos infrarrojos), para evitar en lo posible ser detectados por las señales de radar, un avión de combate volando a baja altitud operativa, entre montañas, valles y con vuelos rasantes a nivel del mar, también se puede convertir en un avión invisible al radar, para un ataque furtivo contra posiciones enemigas y un barco en el mar.

### Invisibilidad infrarroja
Estos misiles en su nariz tienen un sensor IR (Infrarrojo) de ángulo estrecho (como la luz de una linterna) en cuya área o cono de captación es que pueden «ver» el objetivo. Si un avión se ubica perpendicular al eje del misil (a un lado) el misil no lo ve y sigue de largo. Por eso los misiles AA deben ser disparados hacia el punto donde el radar ubicado en tierra ve el objetivo. En caso de que el radar no logre ver el avión, no hay manera de disparar hacia el punto donde está el avión. Lo mismo pasa con los misiles AA del tipo FF, es decir misiles que en su morro llevan no un sensor infrarrojo sino un minirradar, e incluso con los combinados IR-FF.
En cuanto a los factores antidetección, para evitar la detección infrarroja o detección térmica, primeramente las turbinas se recubren externamente de Amianto y otros aislantes térmicos, formando una gruesa capa entre el fuselaje de plástico del avión y la superficie metálica del cuerpo de la turbina. El fuselaje externo por ser de plástico contribuye al aislamiento. La cola del avión después de la salida o tobera de la turbina se hace un poco más larga para disipar aún más el chorro térmico. Esta cola se hace de doble capa con Amianto en medio de las dos capas formadas por el fuselaje externo y la capa o cubierta interna. Para reforzar la merma de calor, la turbina se fabrica lo más pequeña posible y para operar a las mínimas revoluciones posibles (RPM), de ahí la baja velocidad de los F117. 
Adicionalmente desde la boca delantera de entrada de aire frío, se hace una toma por 4 o 6 conductos de poco diámetro que van a la prolongación de la cola antes mencionada, para enfriar con aire frío el extremo final la cola del chorro de la turbina.

### Trazas térmicas
Pero a pesar de todo esto, el avión siempre conserva un «punto caliente» al ser visto desde atrás o por atrás. Si desde adelante se le dispara un AA-FF, como este trabaja respondiendo a un eco de radar, el misil no ve el avión. Pero si desde atrás se le dispara un AA-IR, este sí lo ve y da en el blanco.

### Antirradar
En cuanto al método antidetección de radar, es una combinación de varios factores, en primer lugar se usa un material de fibra plástica similar a la fibra de vidrio con la adición de un derivado del amianto, que tiene una baja reflexión de radar como cualquier lancha con casco de fibra de vidrio. A esto se suma una pintura que tiene una baja reflexión a las ondas del radar. Y finalmente se agrega el diseño de superficie diédrica, para aprovechar un principio físico que dice que el ángulo de reflexión es igual al ángulo de incidencia, con respecto al plano donde se hace el rebote.
Sin embargo, los modernos micrófonos de alta sensibilidad, amplificadores de audio de sensibilidad extrema y altos factores de amplificación lineal, así como los filtros de audio pasabanda (que discriminan la frecuencia sónica a una estrecha banda sonora equivalente al sonido del avión), permiten la detección con gran exactitud a larga distancia. Los micrófonos, con su reflector parabólico, son montados en «baterías» de hasta 100 grupos como una especie de antena Yagi direccional. Además, el sonido del avión en el aire no se puede disfrazar e investigadores chinos han conseguido diseñar y construir un radar de baja frecuencia que rebota en superficies de baja reflexión a las altas frecuencias.[cita requerida]

## Lista de aviones furtivos

### Tripulados
Los aviones con tecnología furtiva fueron diseñados para misiones de reconocimiento fotográfico y para misiones de ataque, como primera línea de batalla para detectar y destruir los radares enemigos, y permitir que aviones de ataque convencional, puedan efectuar operaciones de combate dentro de territorio enemigo.

#### Diseños furtivos
Retirados
- Lockheed F-117 Nighthawk

En servicio
- Northrop Grumman B-2 Spirit
- Lockheed Martin F-22 Raptor
- Lockheed Martin F-35 Lightning II
- Chengdu J-20
- Sukhoi Su-57 PAK FA

En desarrollo
- Northrop Grumman B-21 Raider
- Shenyang J-31
- Sukhoi PAK DA
- Sukhoi/HAL FGFA
- HAL Medium Combat Aircraft
- TAI TFX
- KAI KF-X
- Sofreh Mahi
- Qaher-313
- ATD-X Shinshin
- Boeing F-47
- Chengdu J-36
- Shenyang J-50

Cancelados
- McDonnell Douglas A-12 Avenger II
- Boeing X-32
- FMA SAIA 90
- Northrop YF-23 Black Widow II
- MBB Lampyridae[5]
- Boeing-Sikorsky RAH-66 Comanche

Demostradores de tecnología
- BAE Replica
- Lockheed YF-22
- Boeing Bird of Prey
- Lockheed Have Blue
- Mitsubishi ATD-X
- Northrop Tacit Blue
- Mikoyan Proyecto 1.44
- Lockheed Martin X-35
- Boeing X-32

#### Diseño con RCS (sección radar equivalente) reducida
- SR-71 Blackbird - Skunkworks Blackbirds fue la primera producción de aviones de apoyo regional iniciada en 1962 con la CIA A-12, y más tarde con el SR-71, YF-12 y M-21, formando así la serie de aviones Blackbird.
- Avro Vulcan - bombardero estratégico británico con ala delta y los motores enterrados que dio origen a un radar de baja frecuencia.
- B-1 Lancer
- Dassault Rafale - Armée de l'air
- De Havilland Mosquito - bombardero británico con luz y avión de ataque a tierra, hecho mayoritariamente de madera, radares bajos contra los radares de principios.
- Eurofighter Typhoon
- F/A-18E/F Super Hornet - Radar de baja frecuencia con tecnología más avanzada.
- Túpolev Tu-160 - Fue diseñado para reducir tanto la detectabilidad de radar e infrarrojo.
- HAL Tejas

### No tripulados (completamente furtivos)
- Boeing X-45 - Boeing - (demostrador de tecnología)
- BAE Taranis - BAE Systems (demostrador de tecnología)
- Dassault nEUROn - (demostrador de tecnología)
- EADS Barracuda - EADS, desarrollado entre España y Alemania. (demostrador de tecnología)
- Rheinmetall KZO - Rheinmetall (tactical UAV)
- RQ-3 Dark Star - Lockheed (cancelado)
- IAI Heron - Israel Aerospace Industries
- IAI Searcher - Israel Aerospace Industries